# Agathosma ovalifolia
Agathosma ovalifolia là một loài thực vật có hoa trong họ Cửu lý hương. Loài này được Pillans mô tả khoa học đầu tiên năm 1950.